# Chi phí chìm
Chi phí chìm là chi phí đã xảy ra và không thể thay đổi được bởi bất kỳ quyết định nào trong hiện tại và tương lai. Bởi tính không thể thay đổi nên nó không phải là chi phí khác biệt.
Theo nguyên tắc về quyết định khi cân nhắc, so sánh chi phí, chỉ có chi phí khác biệt là quan trọng trong việc ra quyết định nên chi phí chìm có thể bỏ qua.

## Nhận diện chi phí chìm
Những người có quyền ra quyết định thường sai lầm ở chỗ không nhận ra được rằng chi phí chìm không thể bù đắp được. Xuất phát từ việc họ không muốn phải gánh chịu những rắc rối khi xúc tiến phương án thay thế. Đơn giản là vì việc xúc tiến phương án thay thế sẽ làm ảnh hưởng đến quyết định ban đầu của chính họ hay cấp trên; dẫn đến sợ mất mặt. Tuy nhiên, các nhân tố vô hình này của họ sẽ dẫn đến các thiệt hại hữu hình, nhất là về tài chính và cơ hội.
Chi phí chìm cũng giải thích tại sao nhiều nhà quản lý tỏ ra khó thay đổi, chậm chạp khi đối mặt với những quyết định tuyển dụng tệ hại. Họ tuyển dụng và đầu tư đào tạo cho những nhân sự không làm được việc dù có đào tạo và huấn luyện như thế nào đi nữa. Thay vì giải quyết êm thấm cho quyết định tuyển dụng tệ hại này, các nhà quản lý thường ra một quyết định tệ hại khác: đầu tư thêm thời gian cho việc huấn luyện và đào tạo với hy vọng sẽ có sự thay đổi hoàn toàn.
Những quyết định tuyển dụng tệ hại là khó khăn lớn nhất cần khắc phục trong các tổ chức..

## Cách vô hiệu hóa các chi phí chìm
Giải pháp tốt nhất là xây dựng môi trường dân chủ, thông tin tốt, công khai vấn đề. Sau đây là một vài biện pháp thực hiện:
- Hoạch định kỹ lưỡng chi phí trước khi chi.
- Có các biểu mẫu để đánh giá thường xuyên và kịp thời nhằm nhận diện và xử lý chi phí chìm.
- Luôn khích lệ việc tự đánh giá, giám sát mình.
- Giúp mọi người nhận thức ra rằng chi phí chìm đang ảnh hưởng đến quyết định hiện tại của họ.
- Giải thích rằng mọi người đều có lúc phạm phải sai lầm - như tuyển dụng nhầm người, đề ra chiến lược không phù hợp, chi tiêu không tối ưu... Những sai lầm này đều có thể tha thứ được. Điều không thể tha thứ chính là để một sai lầm nhỏ này dẫn đến một hoặc nhiều sai lầm lớn khác.
- Nếu có thể, đừng đưa vào nhóm có quyền ra quyết định những người có xu hướng thiên về việc làm phát sinh và che giấu các chi phí chìm.

## Thí dụ điển hình
Người ta thường nhắc đến các chi phí trùng hợp cho cùng một mục đích, song chỉ có một loại là thực sự cần thiết để minh chứng cho chi phí chìm.